# Ava Adore
Ava Adore è un singolo del gruppo rock alternativo statunitense The Smashing Pumpkins, il primo estratto dal loro quarto album Adore, pubblicato nel 1998.

## Il brano
Come nelle produzioni immediatamente precedenti del gruppo, agli strumenti tradizionali si affiancano loop e contaminazioni con la musica elettronica. Ava Adore e le B-sides sono state scritte da Billy Corgan. Il brano è stato inserito anche nella compilation MuchMusic, Big Shiny Tunes 3.
Il singolo raggiunse il 2º posto nella Canadian RPM Alternative 30, il 3º nella Billboard Modern Rock Tracks negli Stati Uniti e l'11º posto nella UK Singles Chart nel Regno Unito.

## Video
Il video collegato alla canzone è stato lanciato il 1º giugno 1998 ed è stato diretto da Dom and Nic, mostra i membri della band, con vestiti di ispirazione gotica, che camminano attraverso varie scene. Il video è stato girato in un'unica lunga sequenza, è notevole per l'uso di slow e fast motion, mentre la velocità della telecamera è apparentemente costante.
Il video musicale ha vinto un premio come "video più elegante" all'edizione 1998 dei VH1 Fashion Awards.

## Tracce
CD Singolo
1. Ava Adore – 4:20
2. Czarina – 4:40
3. Once in a While – 3:34

Disco 7" UK
1. Ava Adore – 4:20
2. Czarina – 4:40

## Classifiche
| Classifica (1998)              | Massima posizione |
| ------------------------------ | ----------------- |
| Australia (ARIA Charts)        | 19                |
| Canada (RPM Alternative)       | 2                 |
| Regno Unito                    | 11                |
| Stati Uniti (Billboard Modern) | 3                 |

## Formazione
Hanno partecipato alle registrazioni secondo le note dell'album.
- Billy Corgan – voce, chitarra, tastiere
- James Iha – chitarra, voce
- D'arcy Wretzky – basso
- Matt Walker – batteria